# Steen Thychosen
Steen Thychosen (* 22. September 1958 in Vejle) ist ein ehemaliger dänischer Fußballspieler und -trainer.

## Karriere
Thychosen begann seine Karriere bereits 1976 bei Vejle BK. Dort konnte er bereits 1977 den dänischen Pokal und ein Jahr später die dänische Meisterschaft gewinnen. Nach diesen Erfolgen wechselte er 1978 nach Deutschland zu Borussia Mönchengladbach. Dort konnte er seinen größten internationalen Erfolg feiern, indem er mit den Deutschen 1979 den UEFA-Pokal gewann. Thychosen wurde im Finale nicht eingesetzt. 1981 ging er nach Belgien zu RWD Molenbeek.
1983 kehrte er zu seinem Stammklub Vejle BK zurück und konnte 1984 zum zweiten Mal den dänischen Meistertitel feiern. Im gleichen Jahr wurde er in den Kader der dänischen Auswahl für die Europameisterschaft 1984 in Frankreich einberufen, jedoch wurde Thychosen nicht eingesetzt. Ein Jahr später versuchte er sein Glück in der Schweiz bei Lausanne-Sports, wo er Torschützenkönig in der damaligen Nationalliga A wurde. Er kehrte 1987 in die Heimat zurück, wiederum zu Vejle BK, und ließ seine Karriere bis 1992 dort ausklingen. Von 2003 bis 2004 war er Trainer des Vejle BK.

## Erfolge
- Dänischer Meister: 1978, 1984
- Dänischer Pokalsieger: 1977
- UEFA-Pokal-Sieger: 1979